# Blackened Sky
Albums de Biffy Clyro
thekidswhopoptodaywillrocktomorrow
(2000) The Vertigo of Bliss
(2003)
Singles
1. 27
Sortie : 9 avril 2001
2. Justboy
Sortie : 1er octobre 2001
3. 57
Sortie : 4 février 2002
4. Joy.Discovery.Invention
Sortie : 15 juillet 2002

Blackened Sky est le premier album du groupe écossais de rock alternatif Biffy Clyro, publié le 11 mars 2002, par Beggars Banquet Records.

## Parution et réception
Quatre singles sont extraits de l'album : 27, Justboy, 57 et Joy.Discovery.Invention.
Comme chacun des trois premiers albums du groupe, il n'est joué au complet qu'une seule fois : le 13 décembre 2005 au King Tut's Wah Wah Hut de Glasgow.

## Liste des chansons
Toutes les chansons sont écrites et composées par Simon Neil, James Johnston et Ben Johnston.
| No  | Titre                                | Durée |
| --- | ------------------------------------ | ----- |
| 1.  | Joy.Discovery.Invention              | 3:38  |
| 2.  | 27                                   | 3:27  |
| 3.  | Justboy                              | 4:22  |
| 4.  | Kill the Old, Torture Their Young    | 6:12  |
| 5.  | The Go-Slow                          | 3:59  |
| 6.  | Christopher's River                  | 4:09  |
| 7.  | Convex, Concave                      | 4:28  |
| 8.  | 57                                   | 3:21  |
| 9.  | Hero Management                      | 4:46  |
| 10. | Solution Devices                     | 3:18  |
| 11. | Stress on the Sky                    | 4:14  |
| 12. | Scary Mary (Simon Neil/Martin Scott) | 3:05  |